# 17 квітня
17 квітня — 107-й день року (108-й у високосні роки) в григоріанському календарі. До кінця року залишається 258 днів.

## Свята і пам'ятні дні

### Міжнародні
- ООН: Всесвітній день боротьби з гемофілією (англ. World Hemophilia Day)
- День кажана

### Національні
- Американське Самоа: День прапора
- Італія: День кави еспресо
- Куба: День перемоги над контрреволюцією
- Сирія: День незалежності (з 1946 року)
- Боснія і Герцеговина: День Незалежності (1992)
- Японія: День захисту дітей
- Бразилія: День селянської боротьби.
- Габон: Жіночий день.
- США: День сирних кульок.

### Професійні
- Україна: День пожежної охорони — професійне свято в Україні (від 2013)
- Туркменістан: День працівників органів міграції.
- Ірак: День продовольчої і сільськогосподарської організації.
- Казахстан: День протипожежної служби.

### Релігійні

#### Християнство
Католицька церква: День Святого Аніцета, Папи Римського і Мученика.

 Православна церква:
- Свяшенномученика Симеона, єпископа Персидського, і з ним мучеників.
- Авделая і Ананії, пресвітерів, Хусдазата (Усфазана), євнуха, Фусика, Азата, мучениці Аскитреї та інших багатьох.
- Преподобного Акакія, єпископа Мелітинського.
- Мученика Адріана.
- Святителя Агапіта, папи Римського.

### Іменини
✙ Православні: Симеон, Акакій, Адріан
✝  Католицькі:

## Події
- 1492 — Христофор Колумб підписав контракт із Іспанією, зобов'язавшись відкрити новий шлях в Індію.
- 1607 — 21-річний Арман Жан дю Плесі де Рішельє, майбутній кардинал, посвячений у духовний сан..
- 1722 — цар Петро І увів податок на носіння бороди в розмірі 50 рублів на рік.
- 1839 — після розпаду Центральноамериканської федерації утворилася держава Гватемала.
- 1847 — заарештовано Тараса Шевченка як члена Кирило-Мефодіївського братства.
- 1848 — патентом австрійського імператора Фердинанда I у Галичині скасовувалися селянські повинності з дня 15 травня 1848.
- 1856 — місто Квебек проголошене столицею Канади.
- 1875 — британець Невілл Чемберлен винайшов більярдну гру «снукер».
- 1888 — дванадцять англійських клубів заснували Футбольну лігу, найдавніший чемпіонат у світовому футболі.
- 1895 — підписано Сімоносекський договір, який завершив першу японсько-китайську війну.
- 1907 — Імміграційний центр на острові Елліс у Нью-Йорку за добу прийняв рекордну кількість іммігрантів — 11747 осіб. Загалом за 1907 рік до США в'їхало 1004756 осіб.
- 1924 — створена голлівудська кіностудія «Metro-Goldwyn-Mayer».
- 1938 — радянська влада розстріляла видатних представників кримськотатарської інтелігенції[2].
- 1941 — Югославія капітулювала у Другій світовій війні.
- 1946 — Сирія здобула де-факто незалежність від Франції.
- 1961 — почалась невдала операція кубинських емігрантів у Сполучених Штатах і ЦРУ з метою повалення комуністичного уряду Кастро — висадка в затоці Свиней.
- 1964 — почався випуск компанією «Ford Motor Company» автомобіля «Форд Мустанг».
- 1964 — американка Джеррі Мок стала першою жінкою, яка облетіла наодинці навколо Земної кулі.
- 1968 — уперше вийшла в ефір телепрограма «У світі тварин».
- 1970 — у Києві відкритий палац «Україна».
- 1970 — вийшов у світ дебютний сольний альбом «Paul McCartney», що поставив крапку в кар'єрі «Beatles».
- 1980 — Південна Родезія стала Зімбабве.
- 1982 — британська королева Єлизавета ІІ проголосила Канаду повністю незалежною від Великої Британії.
- 1989 — легалізовано діяльність незалежної польської профспілки «Солідарність».
- 1991 — Верховна Рада Української РСР прийняла закон про реабілітацію жертв політичних репресій.
- 1994 — гурт «Pink Floyd» на чотири тижні очолив у Великій Британії список найпопулярніших альбомів зі своєї новою роботою «Division Bell».
- 2014 — європарламент своєю резолюцією в Страсбурзі відмовився від проєкту російського газопроводу в Європу в обхід України «Південний потік».

## Народились

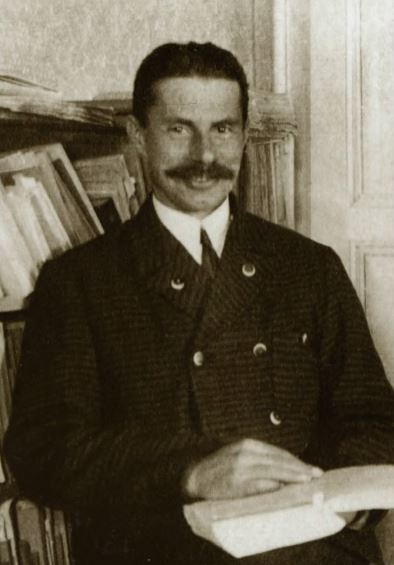
В'ячеслав Липинський (1926)

Дивись також Категорія:Народились 17 квітня
- 1586 — Джон Форд, один з найбільших англійських драматургів шекспірівської плеяди.
- 1598 — Джованні Річчолі, італійський астроном, який разом з Франческо Грімальді склав карту Місяця.
- 1676 — Карл Фрідріх Філіпп фон Марціус, німецький натураліст, ботанік та етнограф.
- 1837 — Джон Морган, американський банкір, творець компанії «Дженерал Електрик».
- 1855 — Марія Садовська-Барілотті, українська співачка-сопрано і драматична акторка, сестра Івана Карпенка-Карого, Миколи Садовського й Панаса Саксаганського.
- 1872 — Павло Ріттер, український літературознавець і мовознавець-санскритолог, індоєвропеїст та перекладач, один з перших українських індологів.
- 1882 — В'ячеслав Липинський, український історик, політолог, дипломат, теоретик українського консерватизму
- 1895 — Олександр Хвостенко-Хвостов, український художник-авангардист (конструктивіст), дизайнер, театральний декоратор, один з основоположників української сценографії.
- 1897 — Торнтон Вайлдер, американський прозаїк, драматург та есеїст, лауреат Пулітцерівської премії (1928, 1938 і 1943).
- 1908 — Вільям Голден, американський актор, лауреат премії «Оскар» («Сабрина», «Сансет бульвар»).
- 1916 — Сірімаво Бандаранаїке, прем'єр-міністр Цейлону, перша жінка у світі, що очолила уряд.
- 1919 — Чавела Варгас, мексиканська співачка, виконавиця пісень у стилі «ранчера» (ісп. canción ranchera).
- 1920 — Едмонда Шарль-Ру, французька письменниця, журналістка, експрезидентка Гонкурівської академії.
- 1929 — Джеймс Ласт, німецький композитор, аранжувальник, керівник естрадного оркестру
- 1931 — Любомир Романків, провідний науковець компанії IBM в галузі комп'ютерних технологій, співвинахідник (разом з Девідом Томпсоном) процесів створення тонкоплівкових індуктивних і магніторезистивних мікроголовок для запису інформації, що уможливили появу жорстких дисків і персональних комп'ютерів.
- 1935 — Василь Турянчик, український футболіст, центральний захисник київського «Динамо», заслужений майстер спорту. Чотири рази ставав чемпіоном СРСР, двічі вигравав Кубок СРСР, був капітаном киян.
- 1946 — Георг Келер, німецький біолог та імунолог, лауреат Нобелівської премії з фізіології або медицини (1984).
- 1951 — Олівія Гасі, англійська кіноактриса, виконавиця головної ролі у фільмі Франко Дзефіреллі «Ромео й Джульєтта».
- 1954 — Омер Бартов, американський історик, професор Браунського університету, провідний дослідник Голокосту.
- 1955 — Ерін Муре, канадська поетеса, перекладач.
- 1959 — Шон Бін, англійський кіноактор («Сайлент Хілл», «Володар перснів», «Троя», «Гри престолів»).
- 1961 — Ігор Тихомиров, радянський та російський бас-гітарист, учасник гуртів "Джунгли", "Кино" та "ДДТ"
- 1964 — Кен Данейко, канадський хокеїст.
- 1964 — Мейнард Джеймс Кінен, вокаліст двох американських гуртів — «Tool» та «Perfect Circle».
- 1967 — Ліз Фейр, американська альтернативна виконавиця.
- 1969 — Максим Паперник, український кінорежисер, продюсер і кліпмейкер.
- 1972 — Дженніфер Гарнер, американська акторка («Зірвиголова», «Електра»).
- 1974 — Вікторія Бекхем, британська виконавиця, колишня вокалістка гурту «Spice Girls».

## Померли

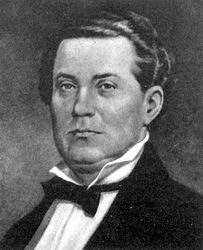
Семен Гулак-Артемовський

Максим Чайка

Дивись також Категорія:Померли 17 квітня
- 485 — Прокл Діадох, давньогрецький філософ-неоплатонік.
- 1695 — Сестра Хуана Інес де ла Крус, мексиканська поетеса-філософ, черниця-єронімітка.
- 1696 — Марі де Севіньє, французька письменниця.
- 1711 — Йозеф I Габсбург, імператор Священної Римської імперії (1705—1711).
- 1790 — Бенджамін Франклін, один з авторів «Декларації незалежності США»
- 1822 — Олексій Розумовський, державний діяч, граф. Син українського гетьмана Кирила Розумовського. Батько Антонія Погорільського, дід Олексія Толстого, прадід Софії Перовської.
- 1873 — Семен Гулак-Артемовський, український композитор, співак, артист.
- 1911 — Крижицький Костянтин Якович, український художник, громадський діяч;
- 1933 — Коте Марджанішвілі, грузинський режисер, засновник грузинського театру.
- 1979 — Михайло Островерха, український письменник, перекладач, фольклорист, мистецтвознавець, співак, громадсько-просвітній діяч, військовик. Вояк Легіону УСС, УГА, Дієвої Армії УНР.
- 1988 — Луїза Невельсон, відома американська скульпторка-модерністка, народжена в Україні.
- 1998 — Лінда Маккартні, фотограф, музикант, відома вегетаріанка, автор кулінарних книг. Перша дружина Пола Маккартні.
- 2009 — Максим Чайка, лідер організації «СіЧ» в Одесі, вбитий проросійськими радикалами.
- 2014 — Габрієль Гарсія Маркес, колумбійський письменник, нобелівський лауреат.
- 2021 — Володимир Яворівський, український письменник, громадсько-політичний діяч.
- 2023 — Павло Шкапенко, український футболіст.